# Capitals d'Ottawa
Les Capitals d'Ottawa sont un club omnisports faisant partie de la Capital Amateur Athletic Association. Le club participe à des compétitions de hockey sur glace ainsi que de crosse dans la ville d'Ottawa en Ontario, Canada.

## Historique

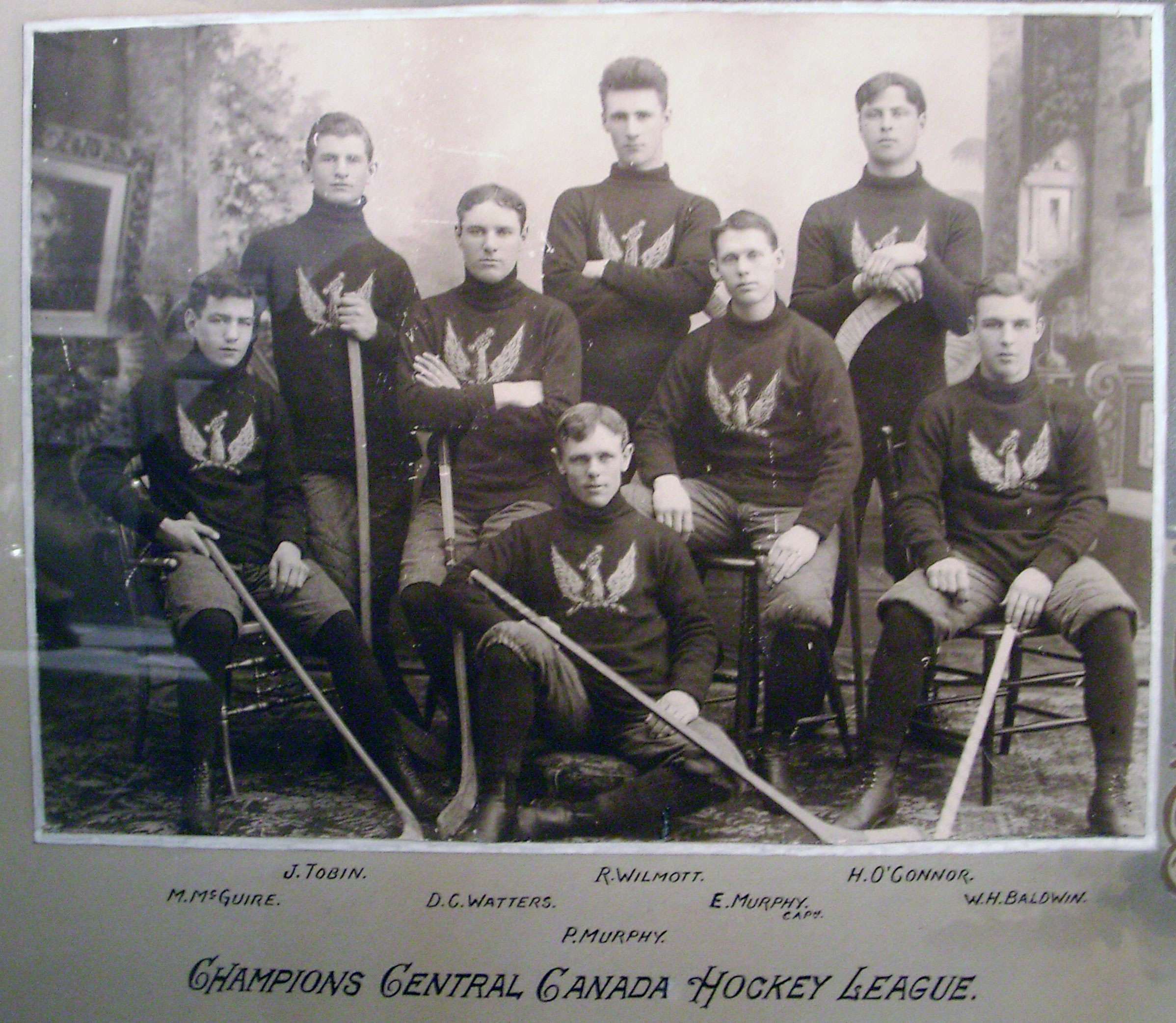
L'équipe 1897 de hockey sur glace.

En 1897, l'équipe de hockey sur glace est sacré championne de la Central Canada Hockey Association et lance un défi aux Victorias de Montréal, champions en titre de la Coupe Stanley, en décembre. Les trustees prévoient initialement une série au meilleur des trois matchs mais après une victoire 15-2 des Victorias, les rencontres suivantes sont annulées.
En 1901, le Gouverneur général du Canada, Gilbert Elliot-Murray-Kynynmound, 4e comte de Minto, offre un trophée pour récompenser la meilleure équipe du Canada de crosse, la Coupe Minto. Les Capitals sont la première équipe à recevoir la Coupe.
En 1904, une nouvelle ligue de hockey est mise en place au Canada, la Ligue fédérale amateur de hockey, et les Capitals en font partie, finissant dernier de la saison inaugurale.